# Jazyky Austrálie

Podíl mluvčích domorodých jazyků v jednotlivých částech Austrálie

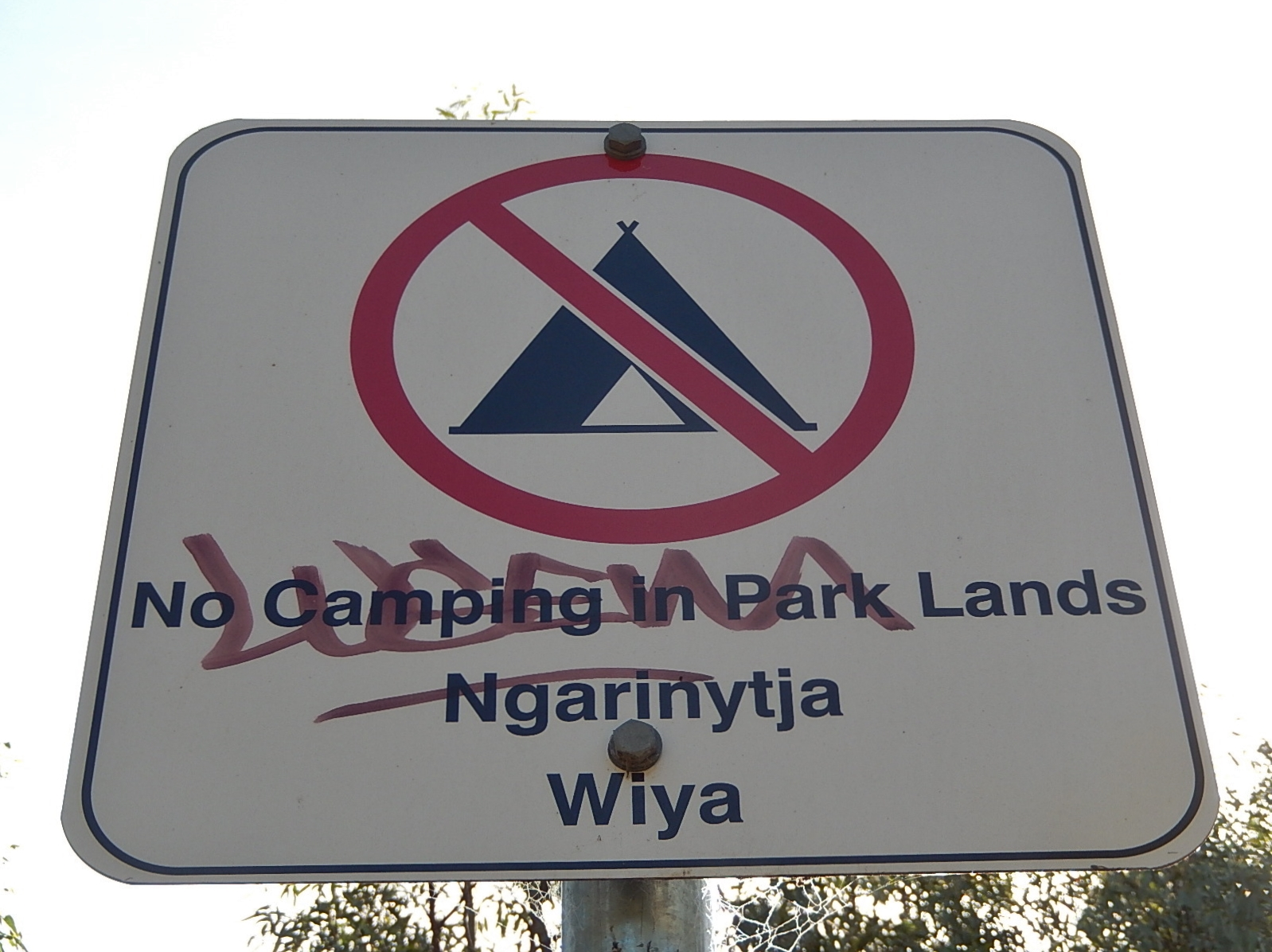
Dvojjazyčná značka zakazující kempování v angličtině a jazyce Západní pouště (dialekt pitjantjatjara) v Adelaide

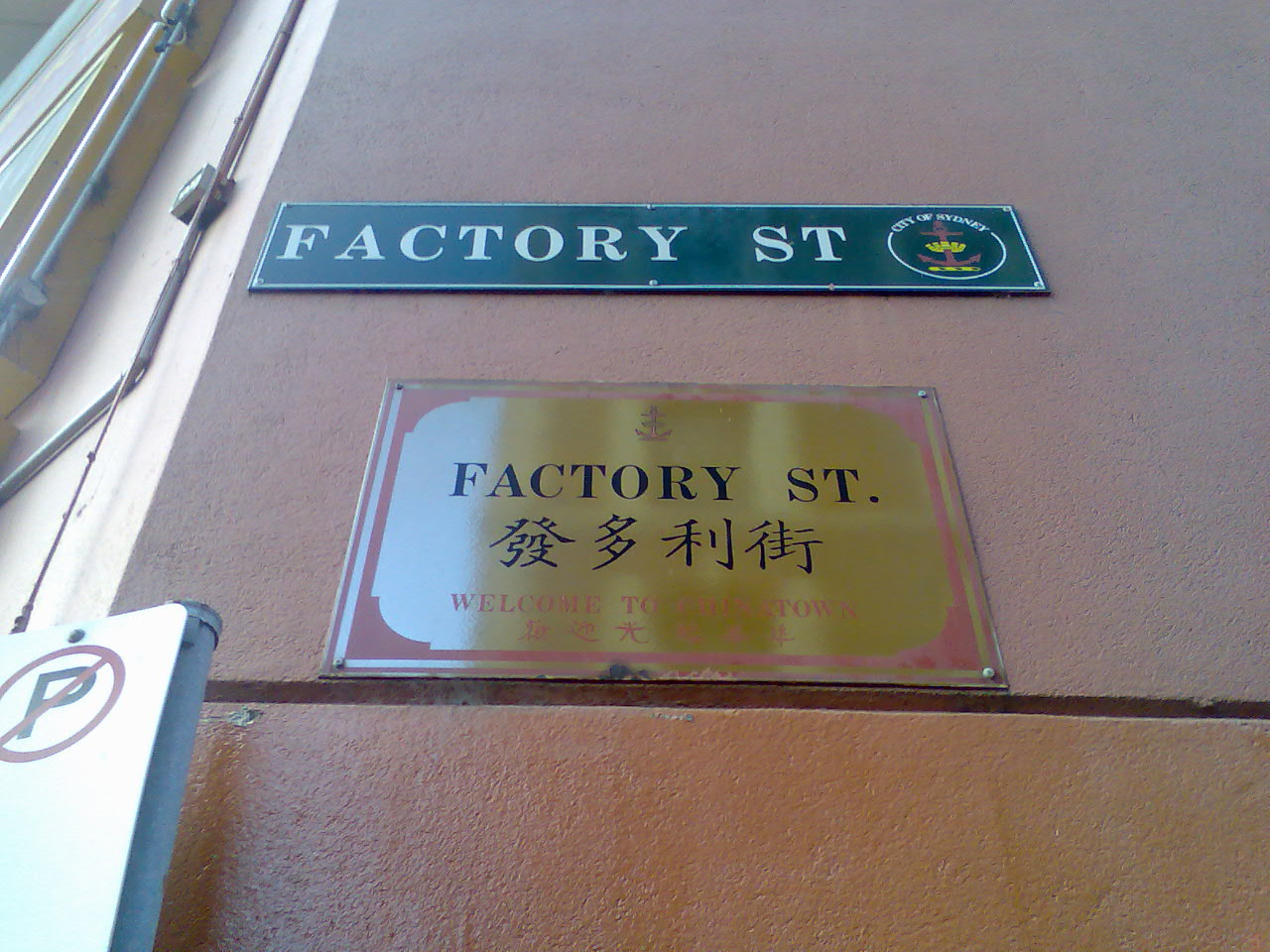
Dvojjazyčný čínsko-anglický název ulice v čínské čtvrti v Sydney

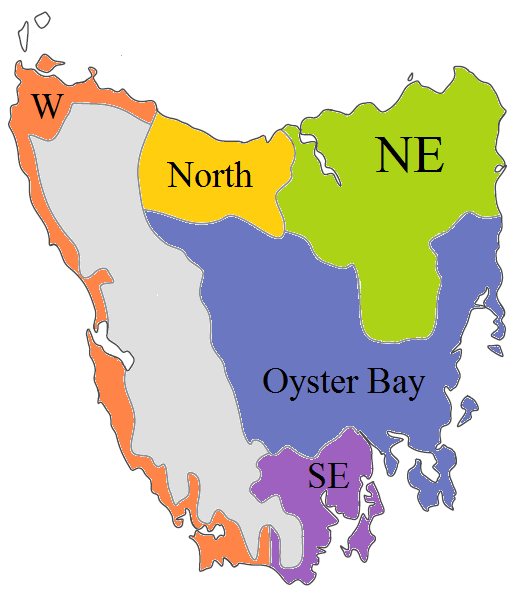
Předpokládané podskupiny tasmánských jazyků

Austrálie oficiálně nemá úřední jazyk, úředním jazykem ale de facto je angličtina, která je rodným jazykem většiny obyvatel Austrálie. Angličtinu do Austrálie přinesli evropští kolonisté, před jejich příchodem se v Austrálii mluvilo více než 250 domorodými jazyky, z nichž už více než polovina vymřela. Kvůli imigraci se v Austrálii objevují také další jazyky, především z oblasti Asie.

## Angličtina
Angličtina je rodným jazykem 73 % obyvatel Austrálie. Její nejpoužívanější formou je australská angličtina, což je dialekt, který se od angličtiny ve zbytku světa liší jak výslovností, tak slovní zásobou. Australská varianta má několik regionálních variant, konkrétně jihoaustralskou angličtinu, západoaustralskou angličtinu, angličtinu Torresova průlivu, victorijskou angličtinu, queenslandskou angličtinu a tasmánskou angličtinu.
Speciální formou australské angličtiny je australská aboridžinská angličtina, varianta používaná původními obyvateli Austrálie, Aboridžinci (Austrálci). Sdílí některé prvky s kreolskými jazyky na bázi angličtiny.

## Domorodé jazyky

### Jazyky Aboridžinců
Původní obyvatelé Austrálie, Aboridžinci (Austrálci) používali před příchodem Evropanů okolo 400 různých jazyků. Dnes už existuje jen okolo 130 živých australských domorodých jazyků, z nichž 110 mají jen velmi malý počet mluvčích, většinou staršího věku. Austrálské domorodé jazyky mají okolo 50 000 mluvčích, což je méně než pětina austrálské domorodé populace. Mezi nejpoužívanější austrálské domorodé jazyky patří jazyk Západní pouště a warlpiri.
Naprostá většina austrálských domorodých jazyků patří do velké jazykové rodiny pama-nyunganských jazyků, na severu Austrálie ale existují další menší jazykové rodiny (například garawanské jazyky nebo nyulnyulanské jazyky).

### Jazyky domorodců z Torresovy úžiny
Domorodci z Torresových ostrovů, které se nacházejí na severu Queenslandu, nedaleko Nové Guineje, používají dva domorodé jazyky, které jsou postupně nahrazovány kreolštinou. Mezi tyto domorodé jazyky patří: kalaw lagaw ya (patřící do již zmiňované rodiny pama-nyunganských jazyků) a meriam (patřící do rodiny východních trans-Fly jazyků, jedné z rodin papuánských jazyků).

### Jazyky Tasmánců
Jazyky původních obyvatel ostrova Tasmánie (Tasmánců), ležícího na jih od Austrálie, vymřely na začátku 20. století a informací o nich se dochovalo jen velmi málo, není známo například, na jaké skupiny se dělily nebo do které jazykové rodiny patřily.
Potomci Tasmánců vyvíjejí nový jazyk vycházející z původních tasmánských jazyků. Tento nový umělý jazyk se nazývá palawa kani.

## Pidžiny a kreolské jazyky
V Austrálii se používají dva kreolské jazyky na bázi angličtiny: australská kreolština, kterou mluví Aboridžinci, a kreolština Torresovy úžiny. V Západní Austrálii se používá také smíšený jazyk Broome Pearling Lugger Pidgin.

## Jazyky imigrantů
Mezi další nejpoužívanější jazyky Austrálie patří: mandarínská čínština (rodný 2,5 % obyvatel Austrálie), arabština (1,4 %), kantonština (1,2 %), vietnamština (1,2 %), italština (1,2%), řečtina (1 %), hindština (0,7 %), španělština (0,6 %), paňdžábština (0,6 %).
V Austrálii také vznikly zcela nové dialekty některých evropských jazyků, jedná se o dialekt němčiny z údolí Barossa nebo Il-Maltraljan (maltralian), varianta maltštiny rozšířená mezi Malťany v Austrálii.